# Macrogenioglottus alipioi
Macrogenioglottus alipioi là một loài ếch thuộc phân họ Leptodactylidae, Cycloramphidae. Chúng là đại diện duy nhất của chi Macrogenioglottus và là loài đặc hữu của Brasil.
Môi trường sống tự nhiên của chúng là rừng ẩm vùng đất thấp nhiệt đới hoặc cận nhiệt đới, đầm nước ngọt có nước theo mùa, và các đồn điền. Chúng hiện đang bị đe dọa vì mất môi trường sống.